# Helmut Jan Sobeczko
Helmut Jan Sobeczko (ur. 27 grudnia 1939 w Nędzy, zm. 17 października 2021) – polski ksiądz rzymskokatolicki i teolog katolicki, specjalizujący się w liturgice.

## Życiorys
Urodził się w Nędzy koło Raciborza w rodzinie śląskiej. Wcześnie stracił ojca, który jako kolejarz został wysłany na roboty pod Hanower. Jego wychowaniem oraz dwojgiem rodzeństwa zajęła się owdowiała matka. Szkołę podstawowa ukończył w rodzinnej Nędzy w 1952, by następnie kontynuować naukę w Liceum Ogólnokształcącym im. Jana Kasprowicza w Raciborzu, w którym zdał maturę w 1957. Zdecydował się pójść do Seminarium Duchownego w Nysie, święcenia kapłańskie przyjął w 1962. Potem kontynuował studia magisterskie na Katolickim Uniwersytecie Lubelskim (1962–1965). Napisał tam pracę dyplomową z zakresu liturgiki i historii Kościoła na temat kultu św. Wacława pod kierunkiem ks. prof. Wacława Schenka.
Po studiach powrócił do Opola, gdzie pełnił funkcję sekretarza przy ordynariuszu diecezji opolskiej bp. Franciszku Jopie. Jednocześnie wykładał w nyskim seminarium duchownym. W 1976 po śmierci biskupa był jednym z głównych organizatorów jego pogrzebu w katedrze opolskiej.
W tym samym roku wyjechał na studia doktoranckie do Rzymu do Papieskiego Instytutu Liturgicznego św. Anzelma, gdzie obronił w 1980 pracę doktorską z zakresu liturgiki napisaną pod kierunkiem niemieckiego teologa prof. Burgharda Neunheusera poświęcona recepcji odnowy liturgicznej Kościoła po II Soborze Watykańskim.
Po powrocie do kraju zajął się tworzeniem Instytutu Teologiczno-Pastoralnego – filii KUL-u w Opolu z polecenia bp. Alfonsa Nossola. Pełnił funkcje jej dyrektora przez 14 lat aż do przekształcenia jej w Wydział Teologiczny UO. Działał na rzecz powołania Uniwersytetu Opolskiego, redagował dokumenty, opracował potrzebne ekspertyzy. W 1993 uzyskał stopień doktora habilitowanego w zakresie nauk teologicznych o specjalności nauki teologiczne na podstawie rozprawy: Liturgia katedry wrocławskiej według przedtrydenckiego – Liber Ordinarius z 1563 roku (Opole, Archiwum Diecezjalne, rkps nr M1).
Po powołaniu Uniwersytetu Opolskiego w 1994 został wybrany na pierwszego dziekana Wydziału Teologicznego, którą pełnił w latach 1995–2002. W 2000 uzyskał tytuł naukowy profesora. Do 2010 kierował również Katedrą Liturgiki, Hagiografii i Obrzędowości (później zatrudniony na zajęciach zleconych).

## Publikacje
- Misterium liturgii w Katechizmie Kościoła Katolickiego, wyd. Św. Krzyża, Opole 1995.
- Z Maryją wsłuchani w słowa naszego Pana, wyd. Św. Krzyża, Opole 1995.
- Operator audiowizualny w czasie sprawowania liturgii, wyd. Św. Krzyża, Opole 1996.
- Człowiek – dzieło – sacrum, wyd. UO, Opole 1998.
- Sakramenty inicjacji w liturgii i w praktyce duszpasterskiej, wyd. UO, Opole 1996.
- Servitium liturgiae, wyd. UO WT, Opole 2004.
- W cieniu opolskiej katedry, wyd. UO WT, Opole 2007.